# Ilha Daydream

A ilha Daydream ou Daydream Island é uma das sete ilhas do Grupo Molle, um subgrupo das ilhas Whitsunday em Queensland, Austrália. A ilha é pequena, medindo 1 km de comprimento. Seu ponto mais alto fica a 51 metros acima do nível do mar. Em 1970, sofreu um ciclone tropical, o furacão Ada, que causou enormes prejuízos.
É de propriedade da China Capital Investment Group desde março de 2015.